# Polymixis deliciosa
Polymixis deliciosa är en fjärilsart som beskrevs av Charles Oberthür 1907. Polymixis deliciosa ingår i släktet Polymixis och familjen nattflyn. Inga underarter finns listade i Catalogue of Life.